# 今井博茂
今井 博茂（いまい ひろしげ、1885年12月1日 - 1935年7月29日）は、日本の造兵技術者。海軍造兵少将。

## 経歴
福岡県出身。1905年福岡県立中学修猷館、1909年7月第五高等学校工科を経て、1912年7月東京帝国大学工科大学造兵学科を卒業。東大在学中の1911年2月、海軍造兵学生試験に合格。
1912年海軍造兵技士として呉海軍工廠に入り、呉海軍工廠砲熕部部員、舞鶴海軍工廠造兵部部員を務めた後、1918年造兵監督官として米国に出張。帰国後、佐世保海軍工廠造兵部部員、呉海軍工廠砲熕部部員などを務め、1929年11月海軍造兵大佐に累進し、横須賀海軍工廠造兵部部員となる。1932年10月呉海軍工廠砲熕部部員を経て、1934年11月佐世保海軍工廠造兵部長に就任する。1935年7月29日死去、海軍造兵少将に昇進。